# Papiro 78
O Papiro 78 ({\displaystyle {\mathfrak {P}}}78) é um antigo papiro do Novo Testamento que contém fragmentos da Epístola de Judas (v. 4-5, 7-8).